# Ronnie Corbett
Ronnie Corbett (4 de diciembre de 1930 - 31 de marzo de 2016) fue un actor, locutor, comediante y guionista escocés, con una larga colaboración con Ronnie Barker en el show de la BBC The Two Ronnies. También obtuvo fama con el programa de David Frost de los años 1960 The Frost Report, actuando más adelante en sitcoms como No – That's Me Over Here!, Now Look Here y Sorry!.

## Biografía

### Inicios
Su nombre completo era Ronald Balfour Corbett, y nació en Edimburgo, Escocia, siendo sus padres William Balfour Corbett (1898–1974) y Annie Elizabeth Main (1900–1991). Tenía un hermano seis años menor, Allan, y una hermana diez años más joven, Margaret. Corbett se educó en la James Gillespie's Boys School y en la Royal High School de Edimburgo, aunque no acudió a la universidad. Tras la escuela, decidió ser actor, participando en obras de aficionados y en un club juvenil de una iglesia, pero su primer trabajo tuvo lugar en el Ministerio de Agricultura.
Corbett llevó a cabo el servicio militar con la Royal Air Force, pasando a la reserva el 28 de octubre de 1951, siendo ascendido a oficial de vuelo el 6 de septiembre de 1952.

### Carrera
Finalizado el servicio militar, Corbett se mudó a Londres para iniciar su carrera interpretativa. Su pequeña estatura le facilitó encarnar a personajes más jóvenes que él. Una de sus primeras actuaciones tuvo lugar en Cromer en la obra Take it Easy en 1956, con Graham Stark. En sus inicios fue un regular del show televisivo Crackerjack, actuando en un episodio con Winifred Atwell. En esa época también pudo ser visto en la serie El Santo, y actuó en películas como You're Only Young Twice (1952), Rockets Galore! (1957), Casino Royale (1967), Some Will, Some Won't (1970) y No Sex Please, We're British (1973).
Corbett actuó en la primera producción en Londres del musical The Boys from Syracuse (1963), representada en el Teatro Drury Lane, actuando con Bob Monkhouse. En 1965 trabajó en el cabaret Winston's, siendo descubierto por David Frost, que le pidió actuar en The Frost Report. En ese momento Corbett actuaba en el musical de Lionel Bart Twang!!. Otro lugar en el nightclub de Danny La Rue, en el cual conoció a Anne Hart, con la que se casó en 1965. Ambos permanecieron unidos 49 años, hasta la muerte de él.
Corbett colaboró por vez primera con Ronnie Barker en The Frost Report (1966–67), un show que era una mezcla de monólogos satíricos, sketches y música. Los dos aparecieron con John Cleese en uno de los números más visionados de la televisión británica, Class sketch.
Con Frost, Corbett trabajó en No – That's Me Over Here!, una sitcom escrita por los guionistas de Frost Report Barry Cryer, Graham Chapman y Eric Idle. Cryer y Chapman escribieron otras dos sitcoms para Corbett: Now Look Here (1971–73) y The Prince of Denmark (1974). Corbett actuó también en Frost on Sunday (1968) y presentó The Corbett Follies (1969). Además, Frost promovió un single de humor de Corbett en 1970, "It's All Going Up Up Up", una sátira sobra la inflación.
El show de Corbett en la BBC junto a Ronnie Barker, The Two Ronnies, se emitió desde 1971 a 1987, y en el programa interpretaban sketches y números musicales. Además de dicho show, el papel más conocido de Corbett fue el de Timothy Lumsden, dominado por su madre, en la sitcom Sorry! (1981–88). En 1996 actuó en el estreno del concurso de la BBC Full Swing, presentado por Jimmy Tarbuck. Al año siguiente fue Reggie Sea Lions en el film Criaturas feroces (1997), escrita por su antiguo colega John Cleese.
Corbett presentó otro concurso, Small Talk, e hizo pequeñas interpretaciones tales como la de Griselda en Cinderella, producción televisiva del año 2000, además de participar en monólogos en un show presentado por Ben Elton. En diciembre de 2004 participó en un programa de BBC titulado Have I Got News for You.
En 2005 volvió a asociarse con Ronnie Barker para The Two Ronnies Sketchbook, y en marzo del mismo año actuó con Peter Kay en el video del single "Is This the Way to Amarillo?".

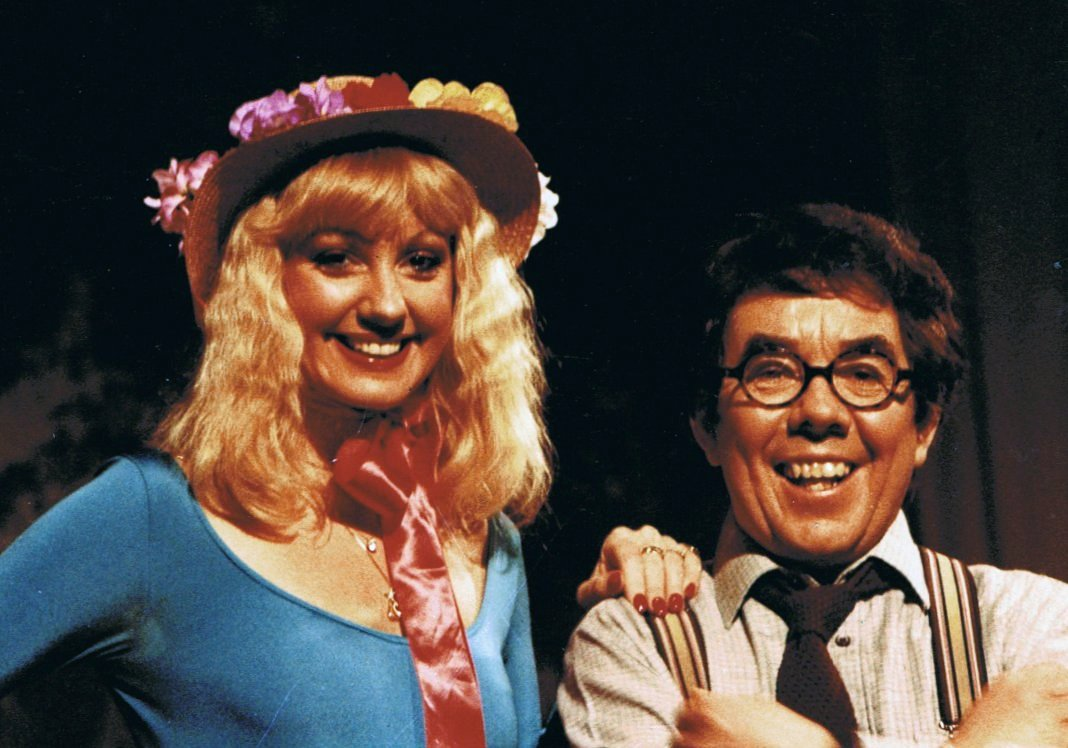
Corbett y Susie Silvey en el plató de Sorry!

En 2006, Corbett trabajó en Extras, y se interpretó a sí mismo en Little Britain Abroad, junto a Bubbles DeVere. También participó en el show de BBC Radio 4 Desert Island Discs en 2007, y ese mismo año fue visto en un episodio del programa de Gordon Ramsay The F Word. Dos años después fue Slitheen en un episodio de la serie The Sarah Jane Adventures.
Corbett trabajó para la gran pantalla en 2010 en la cinta de John Landis Burke and Hare, y en agosto de ese año fue panelista en el concurso Would I Lie to You?. En el mismo mes fue la estrella de Ronnie Corbett's Supper Club, con Rob Brydon y Steve Speirs. 
A partir de 2010 protagonizó en BBC Radio 4 la sitcom When The Dog Dies, en la que coincidió con Ian Davidson y Peter Vincent, guionistas de Sorry!.
Corbett, que ya había sido nombrado Oficial de la Orden del Imperio Británico, fue promovido a Comendador de la misma en el año 2012 en consideración a su actividad caritativa y en el mundo del espectáculo. Además, en 2002 le fue concedido un doctorado honoris causa por la Universidad Queen Margaret de Edimburgo.

### Vida personal
El 30 de mayo de 1966 Corbett se casó con la actriz y bailarina Anne Hart, con la que tuvo dos hijas, las actrices Emma y Sophie Corbett. Había tenido un niño, Andrew, fallecido a las seis semanas de vida a causa de un defecto congénito cardíaco.
En su faceta política, a mediados del año 2014 Corbett asistió a una reunión en el 10 de Downing Street dirigida por el Primer Ministro Conservador David Cameron, y en agosto del mismo año Corbett fue una de las 200 personalidades firmantes de una carta a The Guardian expresando su esperanza en que Escocia votara para continuar siendo parte del Reino Unido en el Referéndum para la independencia de Escocia de 2014.
Ronnie Corbett falleció en 2016, a los 85 años de edad, en el Hospital Shirley Oaks de Londres, rodeado de sus familiares. Le habían diagnosticado una esclerosis lateral amiotrófica en marzo de 2015. Se celebró su funeral el 18 de abril de 2016, en la Iglesia St John the Evangelist cercana a su domicilio londinense. Sus restos fueron incinerados en el Crematorio Croydon. Entre los asistentes se incluían David Walliams, Sir Michael Parkinson, Rob Brydon y Jimmy Tarbuck.

## Filmografía
- 1952 : You're Only Young Twice
- 1953 : Top of the Form
- 1953 : Douglas Fairbanks Presents (serie TV), 1 episodio
- 1954 : The Million Pound Note
- 1955 : The Vise (serie TV), 1 episodio
- 1956 : Fun at St. Fanny's
- 1957 : After the Ball
- 1957 : Rockets Galore!
- 1957 : Sheep's Clothing (serie TV), 7 episodios
- 1957-1958 : Crackerjack! (serie TV), 40 episodios
- 1962 : Operation Snatch
- 1963 : El Santo (serie TV), 1 episodio
- 1966-1967 : The Frost Report (serie TV), 28 episodios
- 1967 : Casino Royale
- 1967-1970 : No – That's Me Over Here! (serie TV), 25 episodios
- 1969 : Hark at Barker (serie TV), 15 episodios
- 1970 : Frost on Sunday (serie TV), 10 episodios
- 1970 : Jackanory (serie TV), 5 episodios
- 1970-1994 : This Is Your Life (serie TV), 3 episodios
- 1970 : Some Will, Some Won't
- 1970 : The Rise and Rise of Michael Rimmer
- 1971-1973 : Now Look Here (serie TV), 14 episodios
- 1971-1987 : The Two Ronnies (serie TV), 93 episodios
- 1971-1994 : Christmas Night with the Stars (televisión), 3 episodios
- 1973 : No Sex Please, We're British
- 1974 : The Prince of Denmark (serie TV), 6 episodios
- 1975-1977 : Seaside Special (televisión), 2 episodios
- 1981-1988 : Sorry! (serie TV), 42 episodios
- 1991-1998 : Noel's House Party (serie TV), 17 episodios
- 1994-1996 : Small Talk (concurso TV), 52 episodios
- 1997 : Criaturas feroces
- 1998-2000 : Timbuctoo (serie TV), 26 episodios
- 1998 : The Ben Elton Show (serie TV), 8 episodios
- 2000 : Cinderella (telefilm)
- 2004 : The Keith Barret Show (show TV), 1 episodio
- 2004 : Monkey Trousers (telefilm)
- 2005 : The Scottish Golf Show (serie TV), 1 episodio
- 2005 : The Two Ronnies Sketchbook  (serie TV), 7 episodios
- 2006 : Extras (serie TV), 1 episodio
- 2006 : Little Britain (serie TV), 2 episodios
- 2006-2009 : The New Paul O'Grady Show (show TV), 4 episodios
- 2007 : Los pies mágicos de Franny (serie TV), 64 episodios
- 2008 : Love Soup (serie TV), 1 episodio
- 2008-2010 : The One Show (show TV), 2 episodios
- 2009 : The Sarah Jane Adventures (serie TV), 1 episodio
- 2009 : Strictly Come Dancing (concurso), 1 episodio
- 2009-2012 : Piers Morgan's Life Stories (show TV), 3 episodios
- 2009-2014 : The Graham Norton Show (show TV), 3 episodios
- 2010 : Burke and Hare
- 2010 : Ant & Dec's Push the Button (concurso), 6 episodios
- 2010 : Something for the Weekend (show TV), 1 episodio
- 2010 : The One Ronnie (show TV)
- 2010 : Would I Lie to You? (concurso), 1 episodio
- 2010 : Ronnie Corbett's Supper Club (programa piloto TV)
- 2010 : The Rob Brydon Show (show TV), 1 episodio
- 2010 : Loose Women (show TV), 1 episodio